# Horace Wolcott Robbins
Pour les articles homonymes, voir Robbins.
Horace Wolcott Robbins, né le 21 octobre 1842 à Mobile dans l'état de l'Alabama et mort le 14 décembre 1904 à New York dans l'état de New York aux États-Unis, est un peintre paysagiste américain. Il est notamment connu pour ces aquarelles représentant les Montagnes Blanches de l'état du New Hampshire et plus généralement pour ces paysages de la région de la Nouvelle-Angleterre.

## Biographie
Horace Wolcott Robbins naît à Mobile dans l'état de l'Alabama en 1842. Enfant, il déménage avec sa famille à Baltimore dans l'état du Maryland. Il étudie à la Newton University (en) de la ville et est initié à l'art et au dessin par le peintre August Weidenbach. En 1859, il poursuit sa formation auprès du peintre James McDougal Hart (en) à New York. Il monte son propre studio à New York en 1860. Durant la guerre de Sécession, il sert en 1862 dans le 22 ème régiment d'infanterie volontaire de New York (en) et participe à la bataille de Harpers Ferry.
De retour à la vie civile, il installe son studio au sein du Tenth Street Studio Building (en). Élu membre de la Century Association (en) en 1863, il devient membre de l'académie américaine des beaux-arts l'année suivante. Il expose à la Pennsylvania Academy of the Fine Arts, à la Boston Art Association et à la Brooklyn Art Association. En 1864, le peintre Thomas Le Clear réalise son portrait. En 1865, il donne des cours au peintre Hugh Bolton Jones, avant de partir en compagnie du peintre Frederic Edwin Church en voyage en Jamaïque et aux Antilles. Il visite ensuite l'Angleterre et la ville d'Amsterdam, avant d'installer un studio à Paris ou il étudie auprès du peintre Théodore Rousseau. Sur place, il épouse Mary Phelps, originaire de Simsbury dans le Connecticut et fille de George Dwight Phelps, qui est le président du Delaware, Lackawanna and Western Railroad, à la légation américaine de la ville. En 1866, il entreprend un voyage de dessin en Suisse. Il rentre à New York à l'automne 1867.
Il passe alors ces étés à peindre dans la vallée de Farmington (en) dans le comté de Hartford dans le Connecticut, ou il bénéficie de la rivière de Farmington et de la Talcott Mountain pour illustrer ces peintures de paysage. Il installe un studio dans les monts Adirondacks à proximité de celui de son ancien professeur et ami James McDougal Hart. Il peint également les Montagnes Blanches de l'état du New Hampshire. Il devient membre de l'American Watercolor Society (assurant la fonction de trésorier de l'association en 1878), de l'Artists' Fund Society (en) (dont il est le président de 1885 à 1887) et du New York Etching Club. Il est élu à l'académie américaine des beaux-arts en 1878. En 1892, il devient membre du conseil d'administration de la New York School of Applied Design for Women (en), puis du Metropolitan Museum of Art. Tout en continuant à peindre, il étudie en 1890 à la Columbia Law School et est admis en 1892 au barreau de l'État de New York. Il meurt en 1904 dans sa ville d'adoption.
Ces œuvres sont notamment visibles ou conservées à l'Adirondack Museum (en) d'Indian Lake, à la Century Association (en) et à l'académie américaine des beaux-arts de New York, au musée des beaux-arts de Montréal, au musée d'Art d'Indianapolis et au musée national des Beaux-Arts de Cuba.

## Œuvres

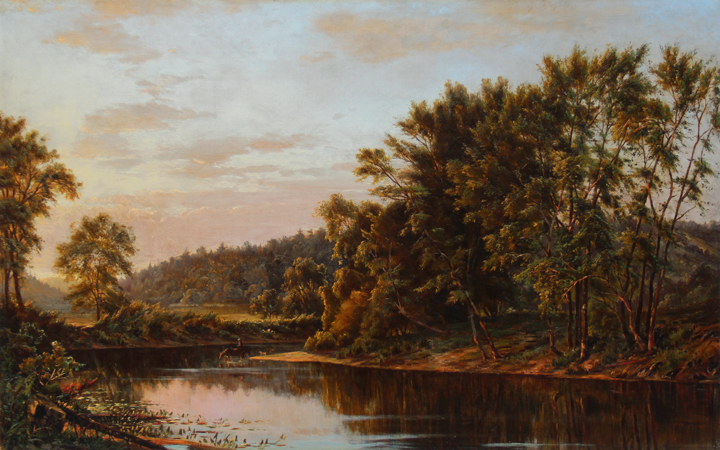
Along the River, sans date
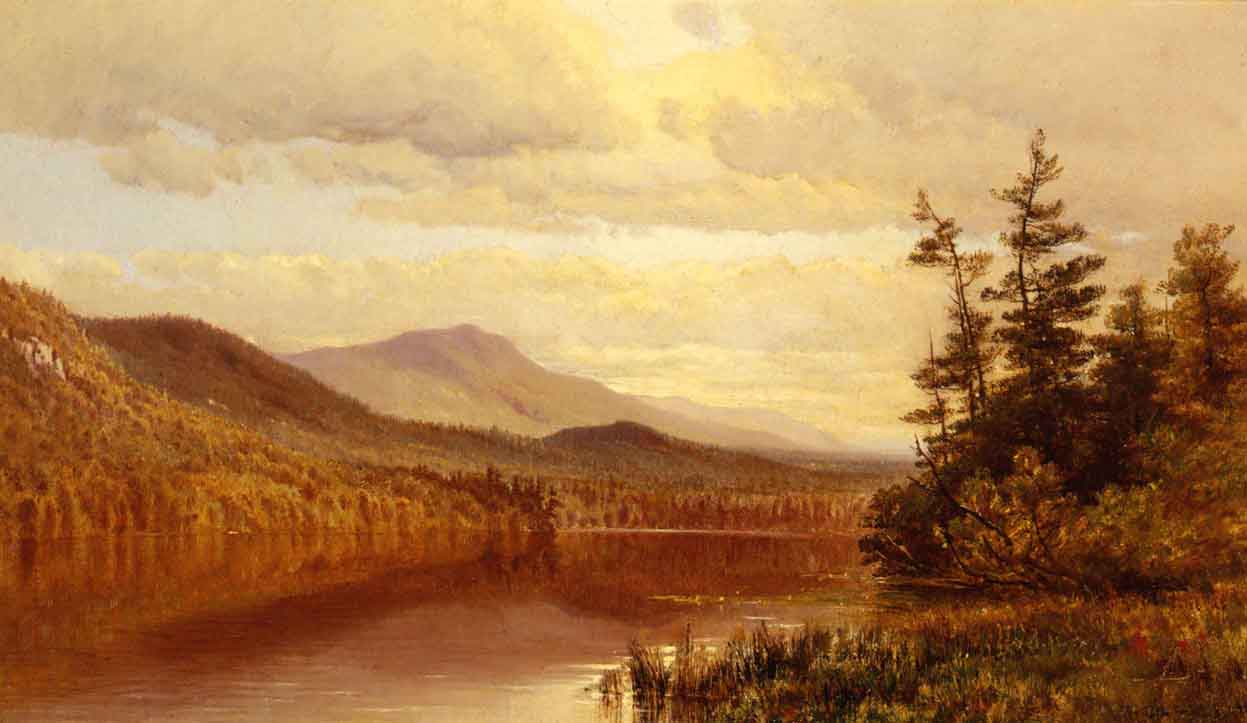
Wolf Jaw Mountain, 1863
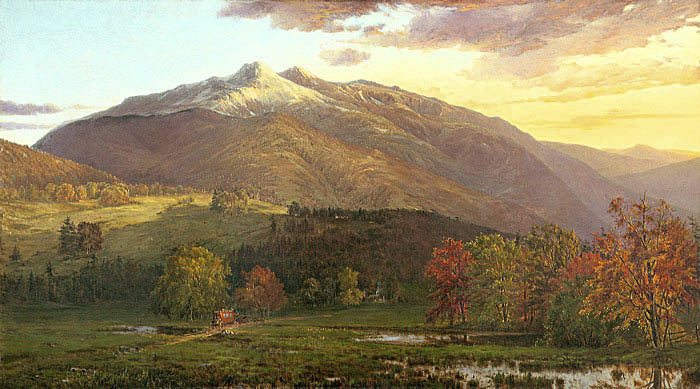
Mounts Madison and Adams, vers 1863–65
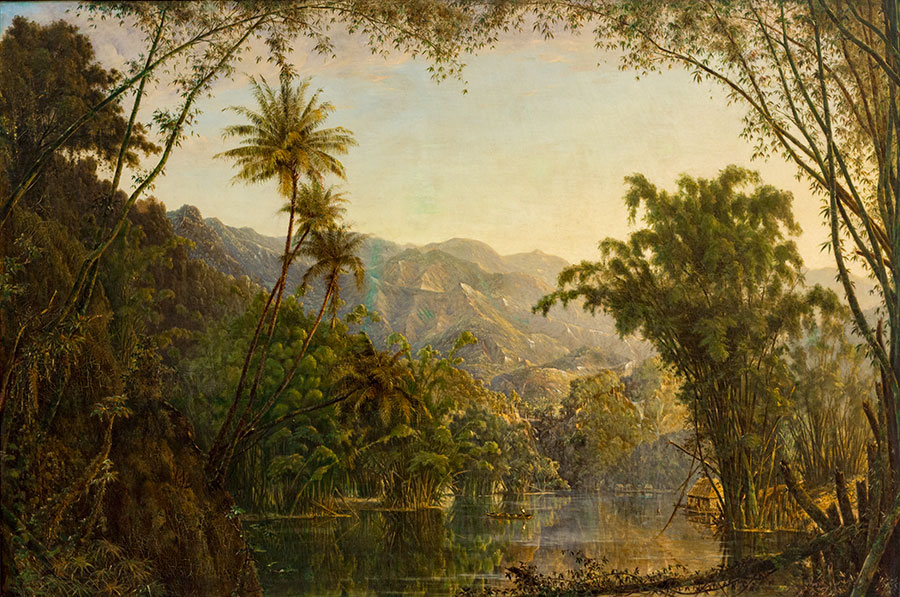
Paisaje, 1865, Musée national des Beaux-Arts de Cuba
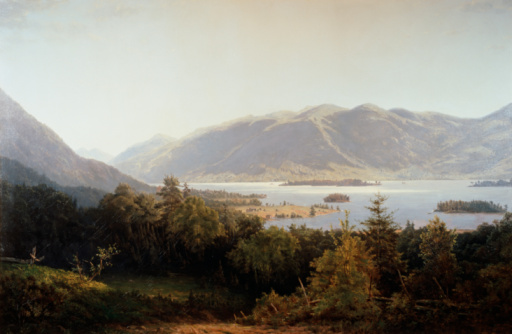
Lake George, 1867
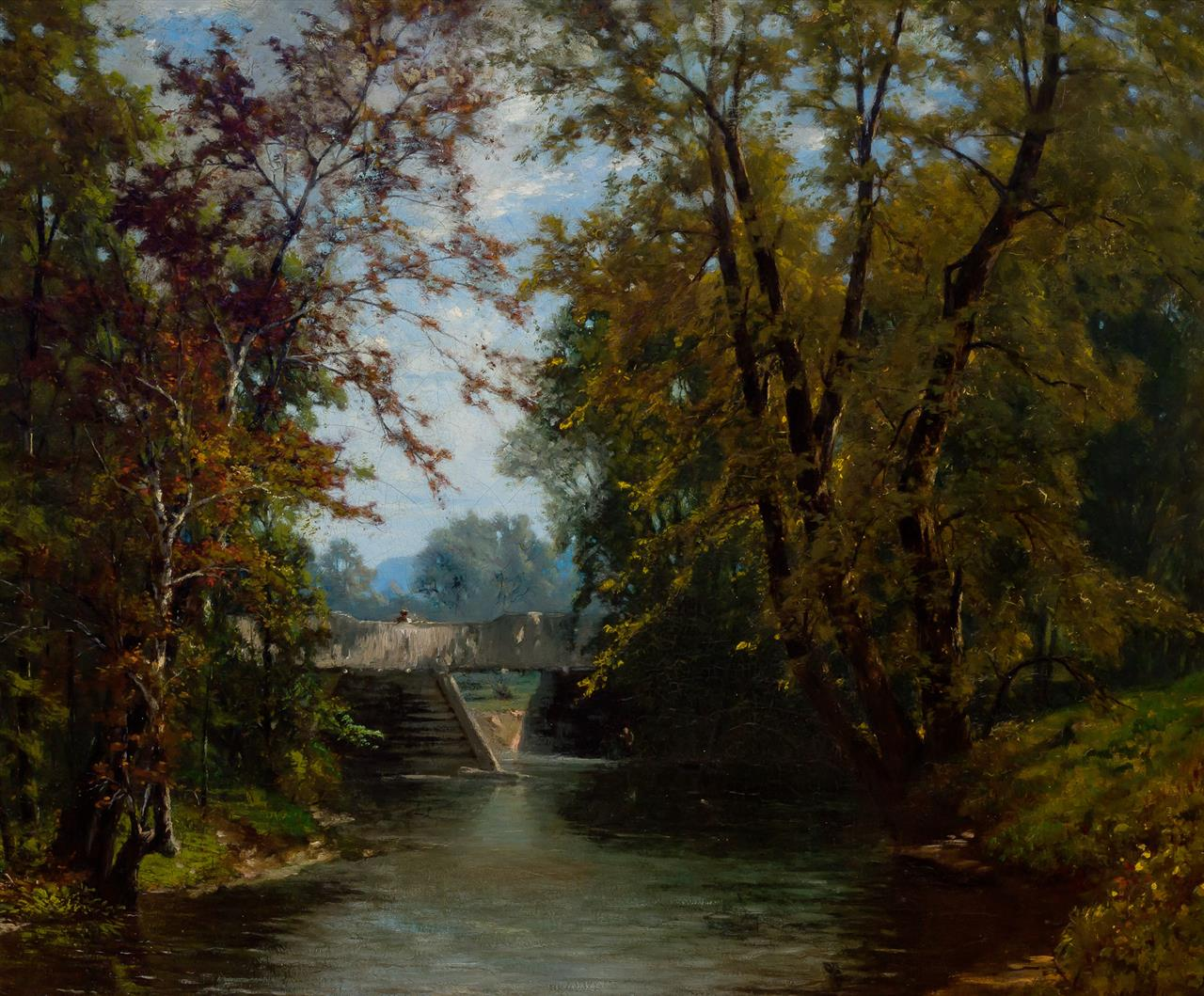
Along the Farmington River, sans date